# Algerije op de Olympische Zomerspelen 1972
Algerije nam deel aan de Olympische Zomerspelen 1972 in München, West-Duitsland. Ook tijdens de derde deelname werden geen medailles gewonnen.

## Deelnemers en resultaten per onderdeel

### Atletiek
| Olympiër         | Discipline            | Resultaat | Prestatie                                          |
| ---------------- | --------------------- | --------- | -------------------------------------------------- |
| Azzedine Azzouzi | 800m (m)              | 10e       | serie 1: 3e in 1.49,4 halve finale 1: 6e in 1.49,4 |
| Sid-Ali Djoudi   | 800m (m)              | 37e       | serie 2: 5e in 1.50,4                              |
| Mohamed Kacemi   | 1500m (m)             | 44e       | serie 1: 8e in 3.45,2                              |
| Azzedine Azzouzi | 1500m (m)             | 49e       | serie 7: 7e in 3.46,4                              |
| Boualem Rahoui   | 5000m (m)             | 26e       | serie 3: 8e in 13.45,0                             |
| Boualem Rahoui   | 3000m steeplechas (m) | 27e       | serie 4: 7e in 8.41,0                              |

### Boksen
| Olympiër       | Discipline | Resultaat | Prestatie |
| -------------- | ---------- | --------- | --- |
| Loucif Hanmani | -71kg (m)  | 5e        | 1e ronde: vrij 2e ronde: W van PUR Colon: punten 3e ronde: W van NED Richardson: technisch knock-out kwartfinale: V van GBR Minter: punten |

Afghanistan · Albanië · Algerije · Amerikaanse Maagdeneilanden · Argentinië · Australië · Bahama's · Barbados · België · Bermuda · Birma · Bolivia · Bondsrepubliek Duitsland · Brazilië · Brits-Honduras · Bulgarije · Canada · Ceylon · Chili · Colombia · Congo-Brazzaville · Costa Rica · Cuba · Dahomey · Denemarken · Dominicaanse Republiek · Duitse Democratische Republiek · Ecuador · Egypte · El Salvador · Ethiopië · Fiji · Filipijnen · Finland · Frankrijk · Gabon · Ghana · Griekenland · Groot-Brittannië · Guatemala · Guyana · Haïti · Hongarije · Hongkong · Ierland · IJsland · India · Indonesië · Iran · Israël · Italië · Ivoorkust · Jamaica · Japan · Joegoslavië · Kameroen · Kenia · Khmerrepubliek · Koeweit · Lesotho · Libanon · Liberia · Liechtenstein · Luxemburg · Madagaskar · Malawi · Maleisië · Mali · Malta · Marokko · Mexico · Monaco · Mongolië · Nederland · Nederlandse Antillen · Nepal · Nicaragua · Nieuw-Zeeland · Niger · Nigeria · Noord-Korea · Noorwegen · Oeganda · Oostenrijk · Opper-Volta · Pakistan · Panama · Paraguay · Peru · Polen · Portugal · Puerto Rico · Roemenië · San Marino · Saoedi-Arabië · Senegal · Singapore · Soedan · Somalië · Sovjet-Unie · Spanje · Suriname · Swaziland · Syrië · Taiwan · Tanzania · Thailand · Togo · Trinidad en Tobago · Tsjaad · Tsjecho-Slowakije · Tunesië · Turkije · Uruguay · Venezuela · Verenigde Staten · Vietnam · Zambia · Zuid-Korea · Zweden · Zwitserland